# Tropikalne wilgotne lasy nizinne

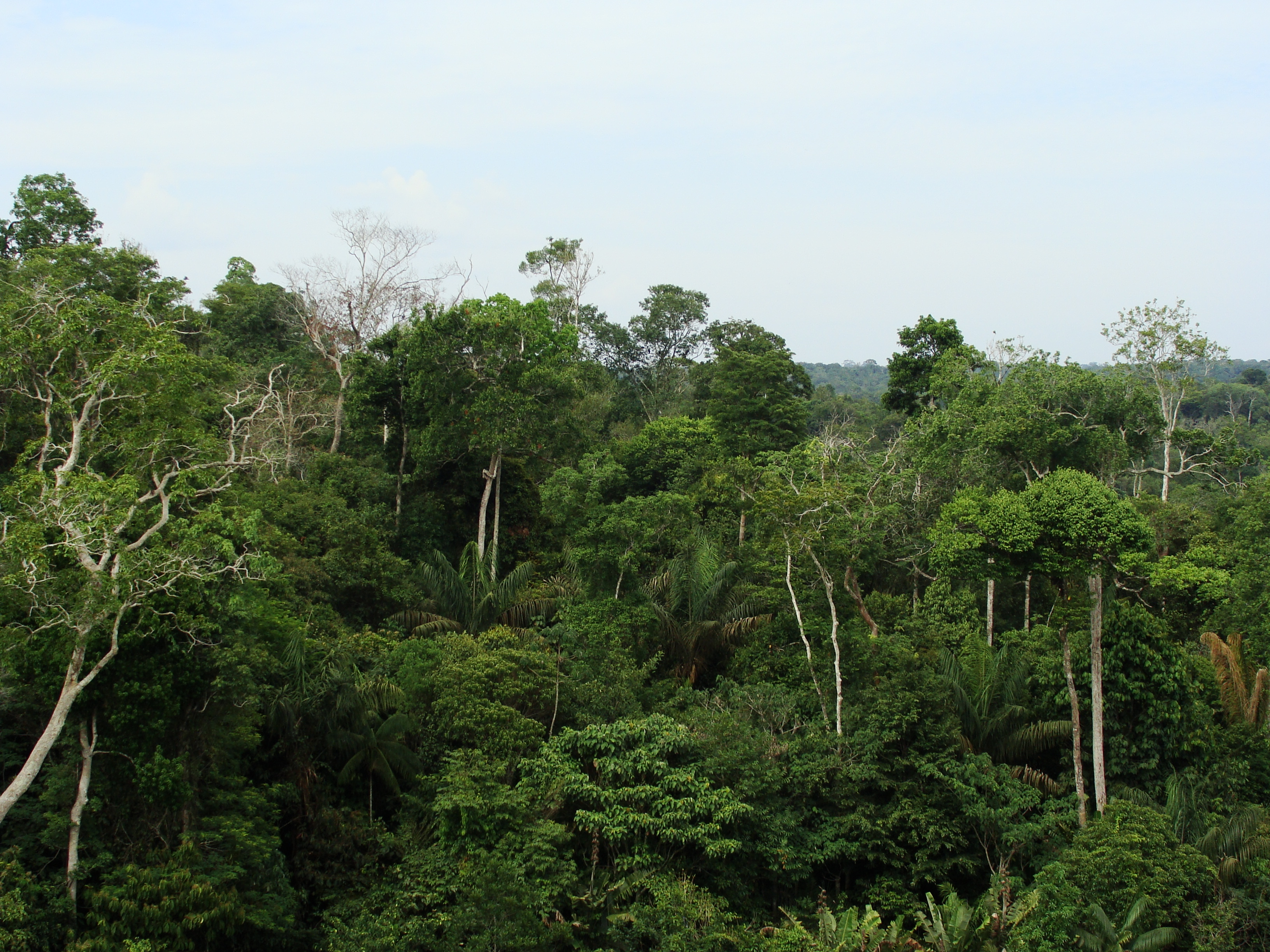
Selwa koło Manaus

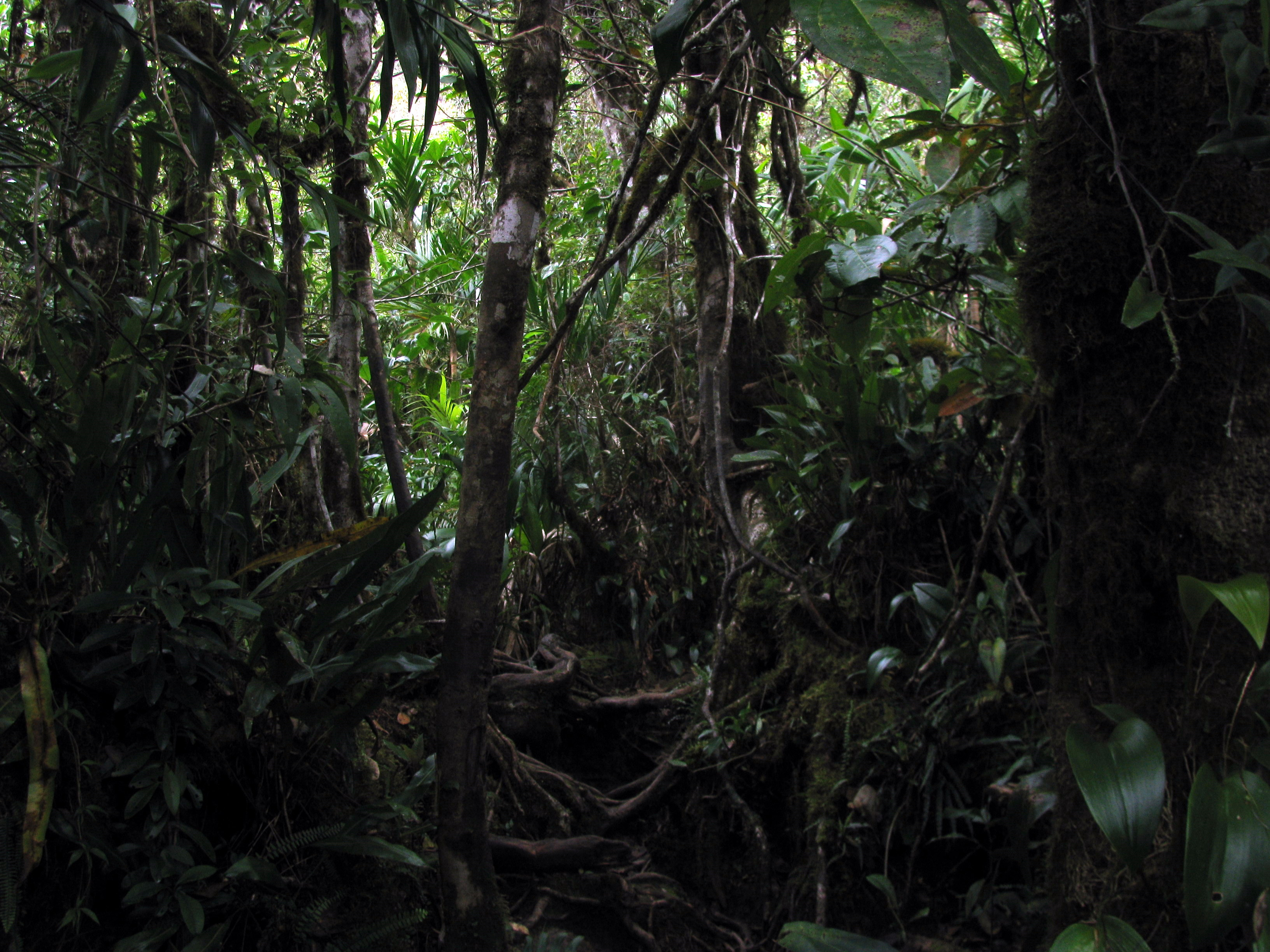
Wnętrze lasu równikowego w Amazonii

Tropikalne wilgotne lasy nizinne, zawsze zielone wilgotne lasy równikowe – jedna z formacji lasów tropikalnych z panującymi roślinami wiecznie zielonymi, tworząca się na obszarach nizinnych strefy równikowej cechujących się dużymi i wyrównanymi w skali roku opadami. Od lasów monsunowych różni się brakiem pory suchej, od równikowych lasów górskich różni się położeniem na terenach nizinnych i podgórskich, nieprzekraczających zwykle 1000 m n.p.m., od lasów zalewowych i bagiennych różni się brakiem lub krótkotrwałym (poniżej 7 dni w skali roku) zalewaniem przez wody. Lasy nizinne powierzchniowo dominują wśród różnych formacji wilgotnych lasów tropikalnych.
Największe powierzchnie formacja ta zajmuje w Ameryce Środkowej i Południowej, gdzie tworzy najrozleglejszy kompleks zwany selwą w dorzeczu Amazonki (stanowi on ok. 60% globalnego areału tej formacji). Występuje poza tym w dorzeczu Kongo w środkowej Afryce oraz w Afryce Zachodniej i we wschodniej części Madagaskaru, w Azji Południowo-Wschodniej, na Nowej Gwinei oraz w północno-wschodniej Australii. 

## Warunki kształtowania się

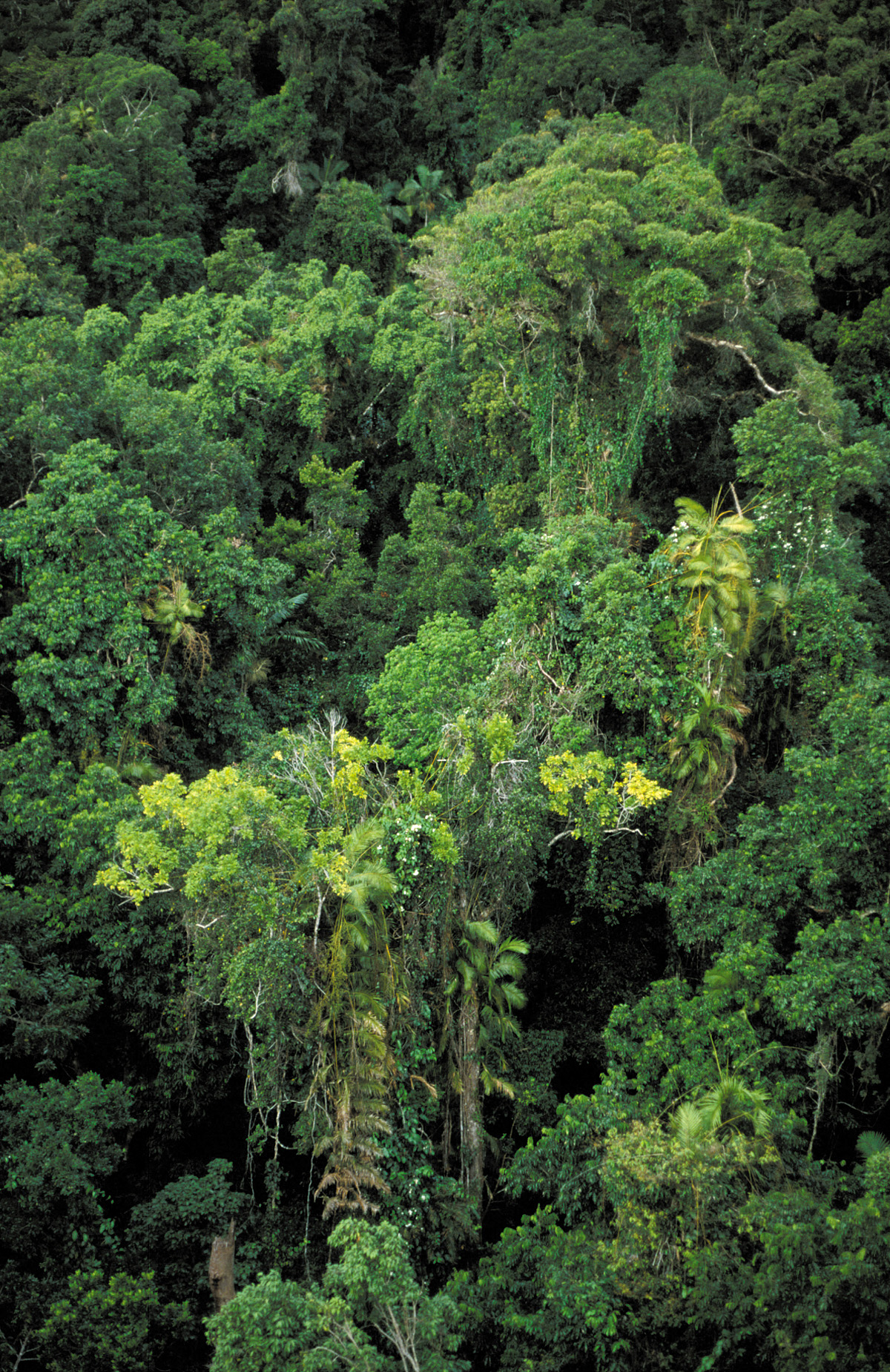
Wilgotny las tropikalny w Queensland w Australii

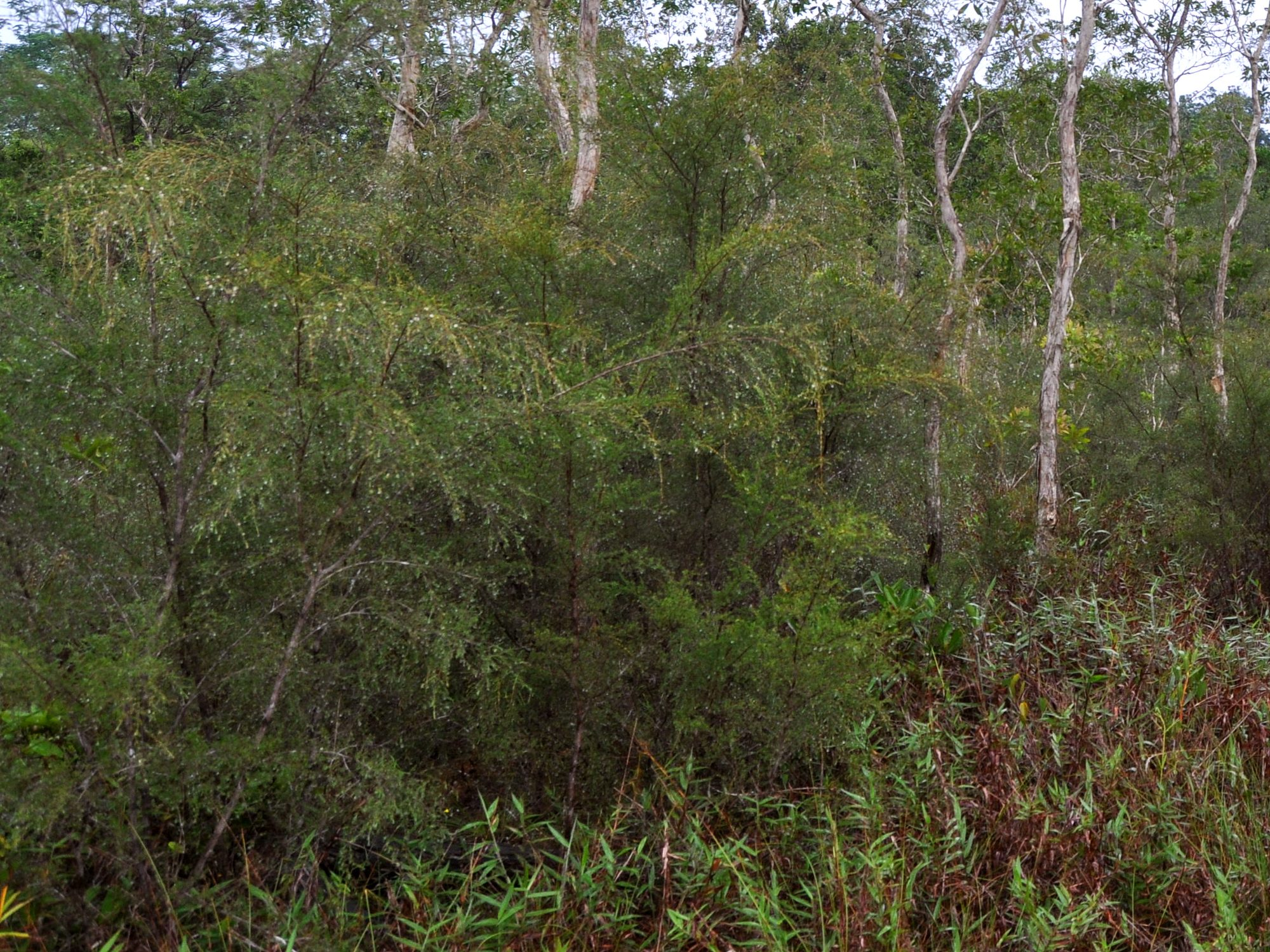
Las wrzosowiskowy (kerangas) na Sumatrze

Wilgotne, nizinne lasy równikowe występują na obszarach pod wpływem klimatu równikowego, cechującego się opadami wynoszącymi średnio od 1700 do 4000 mm, lokalnie znacznie więcej z rekordowymi opadami wynoszącymi średnio 9000 mm rocznie. Deszcze padają niemal codziennie po południu. Średnie temperatury miesięczne wynoszą zwykle 25–28°C i nocami temperatury nie spadają poniżej 20°C. W pogodzie nie zaznacza się sezonowość – w zasięgu formacji średnia temperatura miesięczna nie spada poniżej 18°C. Bardzo intensywne jest tu parowanie, w efekcie panuje stale wysoka wilgotność powietrza (ok. 77–88%, a przy dnie lasu 97–100%). Powietrze wewnątrz lasu jest niemal nieruchome – poruszane bywa tylko podczas burz. Do wnętrza, a zwłaszcza dna lasu przenika bardzo niewiele bezpośredniego światła słonecznego. Długość dnia jest wyrównana w całym roku i wynosi 12 godzin. Ze względu na niemal ciągły lub ciągły wzrost w drewnie drzew nie zaznaczają się przyrosty roczne.
Lasy te kształtują się na terenach nizinnych i podgórskich, wyrównanych, na glebach laterytowych, zwykle nasyconych wodą i mazistych. Gleby te są kwaśne i ubogie (myląca w tej kwestii bujność roślinności wynika z intensywnego i ciągłego krążenia substancji pokarmowych, a nie ich obfitości). Pozbawione są krzemionki i węglanów, skąpe w azot, fosfor i potas. Warstwa ścioły i próchnicy jest bardzo słabo rozwinięta ze względu na szybki rozkład materii organicznej i wymywanie związków humusowych do rzek. Specyfiką tych lasów (choć także wilgotnych lasów górskich) jest zatarcie granicy między środowiskiem glebowym i atmosferycznym. Ogromną rolę odgrywa tu próchnica mikrosiedlisk nadrzewnych (canopy humus), z której korzystają nie tylko epifity, ale też liany i same drzewa, rozwijające korzenie powietrzne.
Na skrajnie ubogich i kwaśnych, zwykle piaszczystych siedliskach wykształcają się bardzo specyficzne, niskie lasy wrzosowiskowe (ang. heath forest, regionalnie zwane: Rio Negro caatinga lub campinarana w Amazonii, wallaba w Gujanie, kerangas na Borneo). 

## Szata roślinna
Lasy te tworzone są przez drzewostany wielowarstwowe, często trójwarstwowe, ale najczęściej o strukturze bardzo złożonej i przez to o warstwach niewyraźnych. Drzewa osiągają do 40–50 m wysokości, a ponad ich zwarty i gęsty pułap często jeszcze wystają tzw. „olbrzymy leśne” osiągające zwykle do 70 m, a rzadko i 90 m. Drzewa wykształcają często korzenie szkarpowe i szczudlaste korzenie przybyszowe, a ich system korzeniowy zwykle jest płytki i płaski. Pnie są proste, wysoko rozgałęzione o korze zwykle gładkiej. Liście są zimozielone (opadają w różnym czasie co 6–32 miesiące), zwykle pojedyncze, u roślin z wyższych warstw skórzaste, w niższych cieńsze. Liście są ciemnozielone, ale młode często czerwone lub żółte. Kwitnienie nie jest zwykle zsynchronizowane w obrębie gatunków, a często i w obrębie poszczególnych drzew, na których równocześnie występują kwiaty i owoce w różnych fazach rozwoju. Duża część kwiatów zapylana jest przez ptaki i nietoperze. Stosunkowo często występuje tu kaulifloria. Lasy te cechują się ogromnym zróżnicowaniem gatunkowym warstwy drzew. 
Poza drzewami licznie obecnymi i zróżnicowanymi grupami roślin są tu liany i epifity. W lasach tych występuje 90% gatunków lian. Cechują się one szybkim wzrostem i znaczną długością pędów (nierzadko ponad 100 m), przy stosunkowo niewielkich ich średnicach. Rośliny te rozgałęziają się, kwitną i owocują w warstwie koron drzew, dokąd sięgają, wspinając się za pomocą: kolców, haków, wąsów i korzeni przybyszowych. Epifity obficie zasiedlają konary, rozwidlenia pni i spękania kory. Poza rozmaitymi gatunkami okrytonasiennych (zwłaszcza bromeliowatych i storczykowatych), do grupy tej należą porosty, glony i mszaki.
Stosunkowo słabo rozwinięte z powodu silnego zacienienia są w tych lasach warstwy krzewów i runa. Przeważnie tworzą je młode okazy drzew, w runie nielicznie rosną tu: widliczki i  bezzieleniowe rośliny pasożytnicze (np. z rodziny gałecznicowatych i bukietnicowatych). Większe zróżnicowanie roślin zielnych pojawia się w nielicznych tu lukach w warstwie drzew, częściej w miejscach bezdrzewnych powstałych w wyniku działalności człowieka. Miejsca takie zarastają tęgimi bylinami z rodzin marantowatych, imbirowatych, komelinowatych, kolczastymi i niskopiennymi lianami oraz wiechlinowatymi i ciborowatymi, często tu o liściach nietrawiastych (wąskich), lecz z blaszkami szerokimi – lancetowatymi i eliptycznymi.
Bardzo odmienne od innych lasów zbiorowiska wykształcają się na siedliskach skrajnie ubogich, tworząc tzw. lasy wrzosowiskowe (ang. heath forest). Rosnące tu gatunki drzewiaste są niskie, tyczkowate, ale bardzo gęste. Ich liście są drobne, czasem średnich rozmiarów lub sklerofilne. Fizjonomia tych lasów przypomina formacje suchoroślowe (stąd w basenie Amazonki zwane bywają tamtejszą caatingą) lub kserofilne lasy subalpejskie.
Nizinne lasy tropikalne cechują się ogromnym bogactwem gatunkowym, Na 1 ha selwy występować może ponad 300 gatunków drzew i 900 roślin zielnych, a w całym kompleksie gatunków roślin jest ok. 50 tys.
Ze względu na bardzo długą historię tych lasów, ich specyficzny mikroklimat oraz ogromną złożoność i różnorodność gatunkową fitocenozy tworzące te lasy splecione są w zwarty system z zoocenozami o ogromnej ilości interakcji międzygatunkowych.

## Klasyfikacja
W międzynarodowej klasyfikacji roślinności (International Vegetation Classification, IVC) tropikalne wilgotne lasy nizinne (1.A.2. Tropical Lowland Humid Forest – F020) stanowią jedną z pięciu formacji w podklasie formacji lasy tropikalne (1.A. Tropical Forest & Woodland – S17). Analogicznie ujmowane są w klasyfikacji siedlisk Międzynarodowej Unii Ochrony Przyrody (IUCN).
W klasyfikacji biomów Elgene Boxa i Kazue Fujiwary (2013) tropikalne wilgotne lasy nizinne tworzą wraz z lasami górskimi wilgotne lasy równikowe (tropical rain forest).
W typologii formacji roślinnych stosowanej przez World Wide Fund for Nature (WWF) lasy te wchodzą w skład biomu tropikalnych i subtropikalnych wilgotnych lasów liściastych (Tropical & Subtropical Moist Broadleaf Forests):

### Formacje podobne
Na obszarach, gdzie zaznaczać się zaczyna sezonowość opadów, rośnie w lasach równikowych udział drzew zrzucających liście w okresie suchszym. Lasy takie zwane są częściowo zrzucającymi liście w okresie suchym. Za lasy wciąż tu klasyfikowane uznawane są te, w których udział gatunków wiecznie zielonych nie spada poniżej 75%. W przypadku udziału drzew o ulistnieniu sezonowym przekraczającym 25% lasy zaliczane są do formacji tropikalnych lasów suchych.
Bardzo nieostra jest granica między lasami nizinnymi a górskimi, między którymi występują tzw. lasy przejściowe. Na różnych obszarach granica między lasami nizinnymi i górskimi przebiega na różnych wysokościach. Typowe lasy górskie zaczynają się zwykle nie niżej niż 1000 m n.p.m., z kolei typowe lasy nizinne nie przekraczają 500 m n.p.m.

### Ekoregiony WWF
Tropikalne wilgotne lasy nizinne dominują w następujących ekoregionach wyróżnionych przez World Wide Fund for Nature (WWF) (lasy górskie występują jednak także w innych ekoregionach lasów tropikalnych):
W Australazji i Oceanii:
- AA0101 Nizinne lasy deszczowe Wysp Admiralicji (Admiralty Islands lowland rain forests)
- AA0103 Lasy deszczowe wysp Biak i Numfoor (Biak-Numfoor rain forests)
- AA0104 Lasy deszczowe wyspy Buru (Buru rain forests)
- AA0106 Lasy deszczowe wyspy Halmahera (Halmahera rain forests)
- AA0108 Lasy deszczowe wyspy Yapen (Yapen rain forests)
- AA0110 Lasy deszczowe Luizjadów (Louisiade Archipelago rain forests)
- AA0111 Nizinne lasy deszczowe Archipelagu Bismarcka (New Britain-New Ireland lowland rain forests)
- AA0113 Nowokaledońskie lasy deszczowe (New Caledonia rain forests)
- AA0115 Północno-nowogwinejskie nizinne lasy deszczowe i zalewowe (Northern New Guinea lowland rain and freshwater swamp forests)
- AA0117 Queenslandzkie lasy deszczowe (Queensland tropical rain forests)
- AA0118 Lasy deszczowe wyspy Seram (Seram rain forests)
- AA0119 Lasy deszczowe Wysp Salomona (Solomon Islands rain forests)
- AA0120 Południowo-wschodnio-papuańskie lasy deszczowe (Southeastern Papuan rain forests)
- AA0122 Południowo-nowogwinejskie nizinne lasy deszczowe (Southern New Guinea lowland rain forests)
- AA0123 Celebeskie nizinne lasy deszczowe (Sulawesi lowland rain forests)
- AA0125 Lasy deszczowe Wysp Trobrianda (Trobriand Islands rain forests)
- AA0126 Lasy deszczowe Vanuatu (Vanuatu rain forests)
- AA0128 Nizinne lasy deszczowe Ptasiej Głowy (Vogelkop-Aru lowland rain forests)
- OC0101 Wilgotne lasy tropikalne Karolinów (Carolines tropical moist forests)
- OC0102 Wilgotne lasy równikowe środkowej Polinezji (Central Polynesian tropical moist forests)
- OC0103 Wilgotne lasy tropikalne Wysp Cooka (Cook Islands tropical moist forests)
- OC0104 Wilgotne lasy tropikalne wschodniej Mikronezji (Eastern Micronesia tropical moist forests)
- OC0105 Wilgotne lasy tropikalne Fidżi (Fiji tropical moist forests)
- OC0106 Wilgotne lasy tropikalne Hawajów (Hawaii tropical moist forests)
- OC0108 Wilgotne lasy tropikalne Markizów (Marquesas tropical moist forests)
- OC0110 Wilgotne lasy tropikalne wysp Palau (Palau tropical moist forests)
- OC0112 Wilgotne lasy tropikalne Samoa (Samoan tropical moist forests)
- OC0113 Wilgotne lasy tropikalne Wysp Towarzystwa (Society Islands tropical moist forests)
- OC0114 Wilgotne lasy tropikalne Tonga (Tongan tropical moist forests)
- OC0115 Wilgotne lasy tropikalne Tuamotu (Tuamotu tropical moist forests)
- OC0116 Wilgotne lasy tropikalne wysp Tubuai (Tubuai tropical moist forests)
- OC0117 Wilgotne lasy tropikalne zachodniej Polinezji (Western Polynesian tropical moist forests)

W Azji
- IM0101 Lasy deszczowe Andamanów (Andaman Islands rain forests)
- IM0102 Borneańskie nizinne lasy deszczowe (Borneo lowland rain forests)
- IM0105 Wiecznie zielone lasy doliny Brahmaputry (Brahmaputra Valley semi-evergreen forests)
- IM0108 Nizinne zrzucające liście wilgotne lasy doliny Menamu (Chao Phraya lowland moist deciduous forests)
- IM0110 Lasy Wysp Kokosowych i Bożego Narodzenia (Christmas and Cocos Islands tropical forests)
- IM0113 Lasy deszczowe wschodniej Jawy i Bali (Eastern Java-Bali rain forests)
- IM0114 Lasy deszczowe wysp Negros i Panay (Greater Negros-Panay rain forests)
- IM0123 Luzońskie lasy deszczowe (Luzon rain forests)
- IM0125 Wilgotne lasy wysp środkowego Oceanu Indyjskiego (Maldives-Lakshadweep-Chagos Archipelago tropical moist forests)
- IM0127 Lasy deszczowe wysp Mentawai (Mentawai Islands rain forests)
- IM0129 Lasy deszczowe Mindanao (Mindanao-Eastern Visayas rain forests)
- IM0131 Lasy deszczowe Mizoramu, Manipuru i Kaczinu (Mizoram-Manipur-Kachin rain forests)
- IM0132 Mjanmańskie nadbrzeżne lasy deszczowe (Myanmar coastal rain forests)
- IM0133 Nikobarskie lasy deszczowe (Nicobar Islands rain forests)
- IM0141 Północnowietnamskie nizinne lasy deszczowe (Northern Vietnam lowland rain forests)
- IM0142 Wiecznie zielone lasy deszczowe Orisy (Orissa semi-evergreen forests)
- IM0143 Lasy palawańskie (Palawan rain forests)
- IM0146 Lasy deszczowe Półwyspu Malajskiego (Peninsular Malaysian rain forests)
- IM0148 Wyspy Morza Południowochińskiego (South China Sea Islands)
- IM0154 Cejlońskie nizinne lasy deszczowe (Sri Lanka lowland rain forests)
- IM0156 Lasy deszczowe Archipelagu Sulu (Sulu Archipelago rain forests)
- IM0158 Sumatrzańskie nizinne lasy deszczowe (Sumatran lowland rain forests)
- IM0161 Lasy kerangas (Sundaland heath forests)
- IM0163 Tenaserimskie wiecznie zielone lasy deszczowe (Tenasserim-South Thailand semi-evergreen rain forests)
- IM0168 Lasy deszczowe zachodniej Jawy (Western Java rain forests)

W Afryce:
- AT0102 Atlantycko-równikowe lasy nadbrzeżne (Atlantic Equatorial coastal forests)
- AT0104 Środkowokongijskie lasy nizinne (Central Congolian lowland forests)
- AT0105 Lasy Komorów (Comoros forests)
- AT0106 Lasy przejściowe dolin Cross i Nigru (Cross-Niger transition forests)
- AT0107 Lasy nadbrzeżne Cross, Sanangi i Bioko (Cross-Sanaga-Bioko coastal forests)
- AT0111 Lasy wschodniej Gwinei (Eastern Guinean forests)
- AT0113 Lasy Seszeli (Granitic Seychelles forests)
- AT0116 Mozaika zulusko-natalskich lasów nadbrzeżnych (KwaZulu-Cape coastal forest mosaic)
- AT0117 Madagaskarskie lasy nizinne (Madagascar lowland forests)
- AT0118 Madagaskarskie lasy umiarkowanie wilgotne (Madagascar subhumid forests)
- AT0119 Mozaika maputańskich lasów nadbrzeżnych (Maputaland coastal forest mosaic)
- AT0120 Lasy Maskarenów (Mascarene forests)
- AT0123 Nigeryjskie lasy nizinne (Nigerian lowland forests)
- AT0124 Północno-wschodnio-kongijskie lasy nizinne (Northeastern Congolian lowland forests)
- AT0125 Północna mozaika wschodnioafrykańskich lasów nadbrzeżnych (Northern Zanzibar-Inhambane coastal forest mosaic)
- AT0126 Północno-zachodnio-kongijskie lasy nizinne (Northwestern Congolian lowland forests)
- AT0127 Lasy nizinne wysp Św. Tomasza, Książęcej i Annobón (Sao Tome, Principe and Annobon moist lowland forests)
- AT0128 Południowa mozaika wschodnioafrykańskich lasów nadbrzeżnych (Southern Zanzibar-Inhambane coastal forest mosaic)
- AT0130 Lasy nizinne zachodniej Gwinei (Western Guinean lowland forests)

W Ameryce Środkowej i Południowej:
- NT0103 Bahijskie lasy nadbrzeżne (Bahia coastal forests)
- NT0104 Bahijskie lasy kontynentalne (Bahia interior forests)
- NT0106 Wilgotne lasy w enklawach caatingi (Caatinga Enclaves moist forests)
- NT0107 Wilgotne lasy Caquety (Caqueta moist forests)
- NT0108 Wilgotne lasy Catatumbo (Catatumbo moist forests)
- NT0110 Wilgotne lasy wysp południowo-zachodniego Morza Karaibskiego (Cayos Miskitos-San Andros and Providencia moist forests)
- NT0111 Środkowoamerykańskie wilgotne lasy atlantyckie (Central American Atlantic moist forests)
- NT0115 Wilgotne lasy kolumbijsko-panamskie (Chocó–Darién moist forests)
- NT0116 Wilgotne lasy Wyspy Kokosowej (Cocos Island moist forests)
- NT0120 Kubańskie lasy wilgotne (Cuban moist forests)
- NT0123 Wilgotne lasy wysp Fernando de Noronha i Atol das Rocas (Fernando de Noronha-Atol das Rocas moist forests)
- NT0125 Gujańskie lasy wilgotne (Guianan moist forests)
- NT0127 Haitańskie lasy wilgotne (Hispaniolan moist forests)
- NT0129 Karaibskie wilgotne lasy Przesmyku Panamskiego (Isthmian-Atlantic moist forests)
- NT0130 Pacyficzne wilgotne lasy Przesmyku Panamskiego (Isthmian-Pacific moist forests)
- NT0131 Jamajskie lasy wilgotne (Jamaican moist forests)
- NT0132 Wilgotne lasy dolin Japury, Solimões i Negro (Japura-Solimoes-Negro moist forests)
- NT0133 Wilgotne lasy dolin Juruy i Purus (Jurua-Purus moist forests)
- NT0134 Wilgotne lasy Wysp Podwietrznych (Leeward Islands moist forests)
- NT0135 Wilgotne lasy dolin Madeiry i Tapajós (Madeira-Tapajós moist forests)
- NT0137 Wilgotne lasy doliny Magdaleny (Magdalena-Uraba moist forests)
- NT0139 Palmowe lasy Maranhão (Maranhão Babašu forests)
- NT0142 Wilgotne lasy doliny Napo (Napo moist forests)
- NT0143 Wilgotne lasy dolin Negro i Branco (Negro-Branco moist forests)
- NT0150 Las dolin Parany i Parnaíby (Alto Parana Atlantic forests)
- NT0151 Pernambukańskie lasy nadbrzeżne (Pernambuco coastal forests)
- NT0152 Pernambukańskie lasy kontynentalne (Pernambuco interior forests)
- NT0154 Wilgotne lasy Petén i Veracruz (Petén-Veracruz moist forests)
- NT0155 Portorykańskie lasy wilgotne (Puerto Rican moist forests)
- NT0157 Wilgotne lasy dolin Purus i Madeiry (Purus-Madeira moist forests)
- NT0158 Campinarana Rio Negro (Rio Negro campinarana)
- NT0160 Nadbrzeżne lasy Serra do Mar (Serra do Mar coastal forests)
- NT0161 Sierra de los Tuxtlas (Sierra de los Tuxtlas)
- NT0162 Wilgotne lasy Chiapas (Sierra Madre de Chiapas moist forests)
- NT0163 Zachodnioamazońskie lasy wilgotne (Solimões-Japurá moist forests)
- NT0164 Południowoflorydzkie lasy naskalne (South Florida rocklands)
- NT0166 Południowo-zachodnio-amazońskie lasy wilgotne (Southwest Amazon moist forests)
- NT0168 Wilgotne lasy dolin Tapajós i Xingu (Tapajós-Xingu moist forests)
- NT0170 Wilgotne lasy dolin Tocantins i Pindaré (Tocantins/Pindare moist forests)
- NT0171 Wilgotne lasy Trynidadu i Tobago (Trinidad and Tobago moist forests)
- NT0172 Lasy tropikalne wysp Trindade i Martin Vaz (Trindade-Martin Vaz Islands tropical forests)
- NT0173 Wilgotne lasy dolin Uatumã i Trombetas (Uatuma-Trombetas moist forests)
- NT0174 Wilgotne lasy doliny Ukajali (Ucayali moist forests)
- NT0176 Veracruzańskie lasy wilgotne (Veracruz moist forests)
- NT0178 Zachodnioekwadorskie lasy wilgotne (Western Ecuador moist forests)
- NT0179 Wilgotne lasy Wysp Zawietrznych (Windward Islands moist forests)
- NT0180 Wilgotne lasy dolin Tocantins i Xingu (Xingu-Tocantins-Araguaia moist forests)
- NT0181 Jukatańskie lasy wilgotne (Yucatan moist forests)
- NT0182 Wilgotne lasy gujańskiego podgórza (Guianan piedmont and lowland moist forests)